# Jack Markell

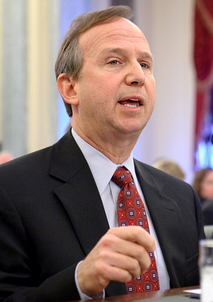
Jack Markell

Jack A. Markell (* 26. November 1960 in Newark, Delaware) ist ein US-amerikanischer Politiker (Demokratische Partei). Von Januar 2009 bis Januar 2017 war er Gouverneur des Bundesstaates Delaware. 2022 wurde er der Repräsentant der USA bei der OECD in Paris. Markell ist designierter Botschafter der USA für Italien und San Marino mit Sitz in Rom.

## Frühe Jahre
Jack Markell besuchte zunächst die Newark High School und studierte dann an der Brown University in Providence Wirtschaft und Wirtschaftsentwicklung. Danach setzte er sein Studium an der University of Chicago fort. Nach seiner Studienzeit wurde er ein erfolgreicher Geschäftsmann. Er half beim Aufbau der Firma Nextel. In Chicago war er im Bankwesen tätig. Außerdem war er Berater der Firma McKinsey and Company sowie im Vorstand der Comcast Corporation.

## Politische Laufbahn
1998 wurde Markell als Kandidat der Demokraten gegen die republikanische Amtsinhaberin Janet C. Rzewnicki zum Finanzminister (Treasurer) des Staates Delaware gewählt. In den Jahren 2002 und 2006 wurde er jeweils in diesem Amt bestätigt. Im Vorfeld der Gouverneurswahlen des Jahres 2008 gelang es ihm, sich die Nominierung seiner Partei zum Spitzenkandidaten zu sichern. Bei den Wahlen am 4. November 2008 siegte er mit 67,5 Prozent der Wählerstimmen gegen William Lee, den Kandidaten der Republikaner. Dieser Wahlsieg steht im Zusammenhang mit dem allgemeinen politischen Umschwung in den Vereinigten Staaten, der sich vor allem in der Wahl von Barack Obama zum Präsidenten widerspiegelte. Markell wurde am selben Tag wie Obama gewählt und ebenfalls am selben Tag, dem 20. Januar 2009, in sein neues Amt eingeführt. Im Jahr 2012 gelang ihm gegen den Republikaner Jeff Cragg die Wiederwahl, wobei er seinen Stimmenanteil auf 69,3 Prozent steigern konnte. Aufgrund einer Verfassungsvorschrift durfte Markell im Jahr 2016 nicht mehr für eine weitere Wiederwahl kandidieren. Daher endet seine Amtszeit im Januar 2017. Zu seinem Nachfolger wurde der bisherige Kongressabgeordnete John C. Carney gewählt.
2022 wurde er der Repräsentant der USA bei der OECD in Paris. 

## Privatleben
Mit seiner Frau Carla hat Markell zwei Kinder.